# Noëlle Mesny-Deschamps
Noëlle Mesny Deschamps est directrice artistique, écrivain et réalisatrice. Elle est née le 7 octobre 1956 à Tunis.

## Formation
Noëlle Mesny passe les cinq premières années de sa vie à Tunis. Elle s'installe ensuite en France avec sa famille.
Elle suit des études en sciences politiques à l’Institut d'études politiques d'Aix-en-Provence et de Paris.
Elle est fondatrice et directrice artistique d'éQuinoxe / éQuinoxetbc.

## Carrière

### 1979-1993

#### Gaumont
En 1979, Noëlle Mesny se dirige vers le cinéma. Chez Gaumont, elle est assistante de M. Toscan du Plantier. Elle est chargée de repérer les nouveaux talents. Elle a découvert, entre autres, Jean-Jacques Beineix.    
Également comédienne,,,,, elle se lance dans l’écriture de scénario.    

#### I.D.
En 1989, elle crée la première société de développement de scénarios en Europe: I.D. (International Development) avec l'UGC, Flammarion, l'IFSIC, TF1. Le lancement de l'activité est effectif : 25 projets sont développés, 15 sont vendus: 5 unitaires et 2 séries (dont Mélo Mélo en collaboration avec Françoise Verny) sont tournés et diffusés. En 1991 Noëlle Deschamps est invitée au Sundance Institute par Robert Redford.    

### 1993-2017

#### éQuinoxe
En 1993, elle crée les premiers ateliers d'écriture éQuinoxe, en partenariat avec le Sundance Institute de Robert Redford, sous le parrainage d'honneur de Jeanne Moreau. 
En décembre 1993, à la création de l’Association éQuinoxe avec Canal+ (Pierre Lescure et Alain de Greef), Noëlle Deschamps en devient la vice-présidente et la directrice artistique. D’autres partenaires rejoignent éQuinoxe : le CNC, le Château Beychevelle, British Screen, European Script Fund, Air France et en 1994 Sony Pictures Entertainment. En 1994, elle met en place un réseau européen.
En 1996, le premier atelier de producteurs est formé, suivi en 1997 par un « panorama des films éQuinoxe » au Cinéma des cinéastes et en 1998 des « panoramas de films éQuinoxe » : aux États-Unis, à Los Angeles au Lacma, en Grande-Bretagne à l’Institut Français de Londres, et lors du Festival d’Haugesund en Norvège. 
Depuis 1998, le Programme Média soutient l’Association éQuinoxe. En 1999, un autre partenaire rejoint l’aventure éQuinoxe: la Fondation Daniel Langlois. 
En 2000, c’est la création de Project Equinoxe avec Daniel Langlois et Dominique Marchand.
Plus de 110 films produits et distribués dans le monde entier sont sortis des 33 ateliers d'écriture d'éQuinoxe,.     

#### éQuinoxetbc
En 2003 éQuinoxe change de nom pour devenir éQuinoxe To Be Continued avec de nouveaux partenaires : UIP (UK), CNC (FR), William Randolph Hearst III (US), Academy of Motion Picture (US), uniFrance (FR), Gérard Darel (FR). Les Ateliers éQuinoxe To Be Continued se sont tenus au Maroc, au Canada, en Autriche, en Allemagne, au Palais de Tokyo à Paris, à la Villa Domergue à Cannes, au château de Versailles et enfin à la cité de l’Architecture. Avec l’arrivée de nouveaux partenaires comme la société EVIAN (FR), l’Evian ROYAL RESORT (FR) et la VILLE D’EVIAN (FR), elle installe ses ateliers dans ce nouveau lieu L’Evian Royal Resort. En 2005, elle est chargée de cours à l’université de Paris i Panthéon-Sorbonne en Master II professionnel scénario.
En 2007, c’est la création d’un salon littéraire à Paris à l’hôtel REGINA (en partenariat) pour continuer le dialogue installé pendant les ateliers, lecture de scénarios ou de livre une fois par mois. Elle signe également un partenariat avec Haroun Multi Media pour la création d’éQuinoxe Arabiya.     
En 2010, Noëlle Deschamps crée la collection des Télégrammes Visuels, en partenariat avec l’ONU,, Orange et Arte, sélection en 2011 au short corner au festival de Cannes, Arte et Orange. 30 metteurs en scène de tous les continents, dont Jia Zhangke, Terry Jones, Étienne Chatilliez,  Jan Kounen, Isabella Rosselini,  Pan Nalin, Abderrahmane Sissako, etc., proposent leur regard sur l’environnement en 2 minutes.    
En 2014, elle écrit le projet Women Stories, dont deux courts-métrages ont été réalisés, l'un par Asia Argento et l'autre par Karine Sylla Perez.
En 2015, c'est le premier atelier online d'éQuinoxetbc.    
En 2016, c'est le projet de la collection de films de 6 × 52 min "Contes et Légendes" qui est lancé en partenariat avec Keewu (Lagardère Studios) et l' ESAV de Marrakech.

#### Réalisatrice
En 2012, elle réalise Conteur d’images, un film documentaire qui a pour sujet les scénaristes et leurs univers de création.  Il est sélectionné à la 69e Biennale de Venise,, Bombay, Palm Spring, Florence, Rio, Jakarta. Au Brésil et aux Philippines, elle reçoit le prix du meilleur documentaire . En mai 2013, ce film en version longue et nommé Dreamers, ressort chez UGC. Des réalisateurs  de toute nationalité, notamment Guillermo Arriaga, Jacques Audiard, John Boorman, Akiva Goldsman, Michel Gondry, James Gray, Emir Kusturica, Maïwenn, Pan Nalin, Frank Pierson, Jaco Van Dormael y interviennent.    
En 2017, elle commence le tournage de Dreameuses (titre provisoire). Le DVD de Dreamers sort en mai 2017.

## Vie privée
En 1984 Noëlle Mesny épouse Yves Deschamps, avec lequel elle a deux enfants, Jules et Chloé.[réf. nécessaire]